# Proteção catódica

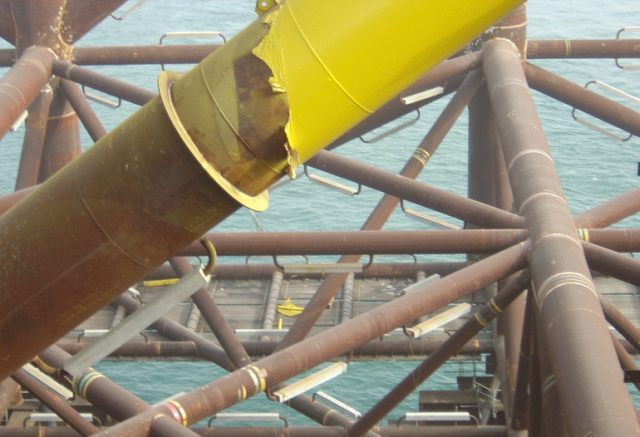
Ânodos de sacrifício de alumínio (barras retangulares de cor clara) montados sobre uma estrutura de camisas de aço

A Proteção Catódica é uma técnica usada para controlar a corrosão de uma superfície metálica, tornando-a o cátodo de uma célula eletroquímica. Um método simples de proteção conecta o metal a ser protegido a um "metal de sacrifício" mais facilmente corrosível para atuar como o ânodo. O metal de sacrifício então é corroído no lugar do metal a ser protegido. Para estruturas como tubulações longas, onde a proteção catódica galvânica passiva não é adequada, uma fonte de energia elétrica de CC externa é utilizada para fornecer corrente suficiente.
Os sistemas de proteção catódica protegem uma ampla gama de estruturas metálicas em vários ambientes. As aplicações comuns são: tubulações de aço para água ou combustível e tanques de aço, como aquecedores de água domésticos; pilares de cais de aço; cascos de navios e barcos; plataformas de petróleo offshore e camisas metálicas de poços de petróleo terrestre; fundações eólicas offshore e barras de reforço metálico em edifícios e estruturas de concreto. Outra aplicação comum é em aço galvanizado, em que um revestimento sacrificial de zinco em peças de aço protege-os da ferrugem.
A proteção catódica pode, em alguns casos, evitar a fadiga de corrosão por esforço.

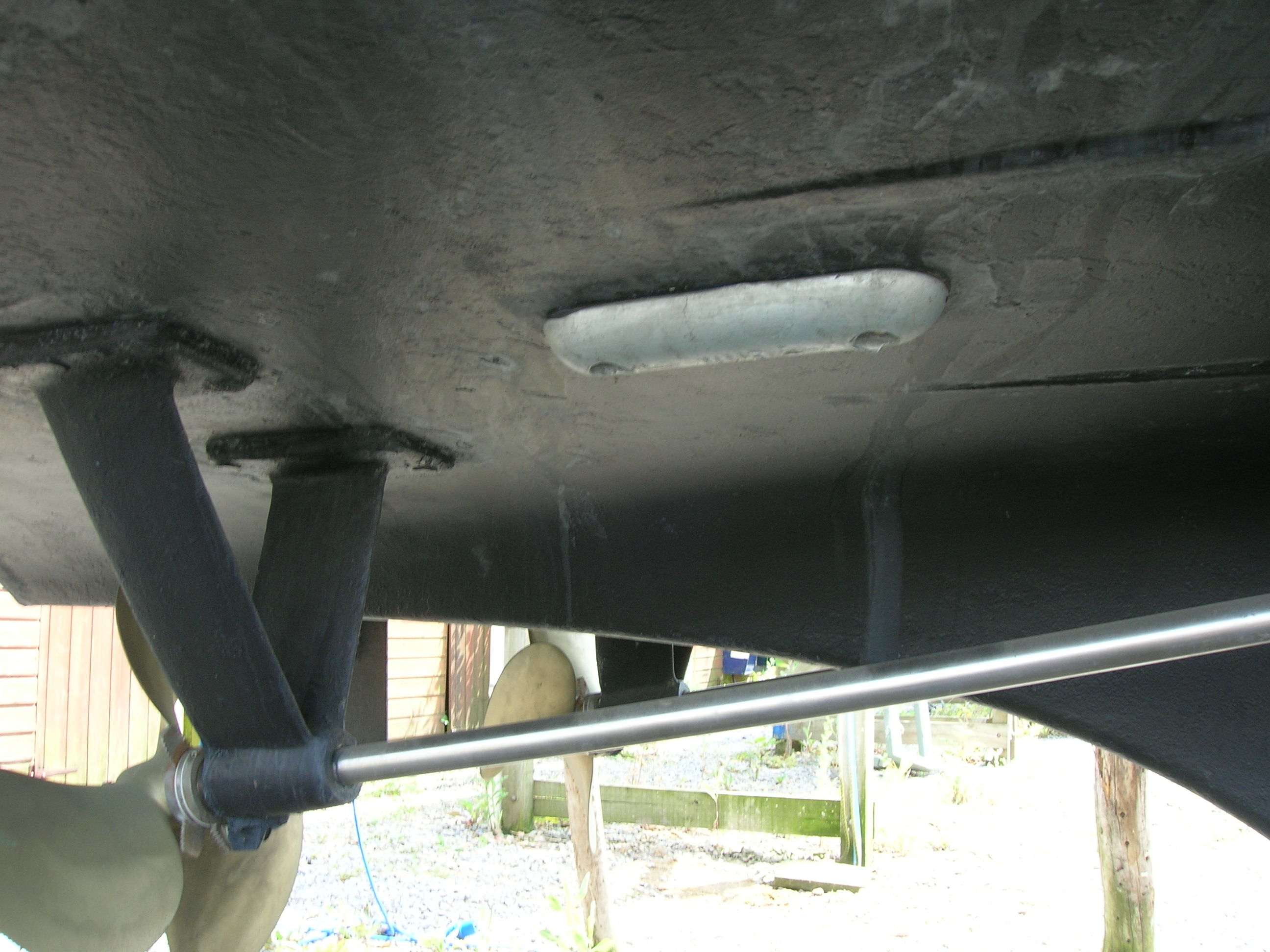
Ânodo de sacrifício em zinco (objeto arredondado) aparafusado na parte inferior do casco de um pequeno barco.

## História
A proteção catódica foi descrita primeiramente por Sir Humphry Davy em uma série dos papéis apresentados à sociedade real em Londres em 1824. A primeira aplicação foi ao HMS Samarang em 1824. Os ânodos de sacrifício feitos de ferro ligados ao casco de cobre colocados abaixo da linha d'água reduziram dramaticamente a taxa de corrosão do cobre. No entanto, um efeito colateral da proteção catódica foi aumentar o crescimento marinho. O cobre, quando em processo de corrosão, liberta íons de cobre que têm um efeito anti-incrustante. Como o excesso de crescimento marinho afetou o desempenho do navio, a Marinha Real decidiu que era melhor permitir que o cobre corroesse e tivesse o benefício de redução do crescimento marinho, de modo que a proteção catódica não mais foi utilizada.
Davy foi ajudado em seus experimentos por seu pupilo Michael Faraday, que continuou sua pesquisa após a morte de Davy. Em 1834, Faraday descobriu a ligação quantitativa entre a perda de peso da corrosão e a corrente elétrica e desse modo lançou os fundamentos para a aplicação futura da proteção catódica.
Thomas Edison experimentou com a proteção catódica com corrente impressa em navios em 1890, mas foi mal sucedido devido à falta de uma fonte de corrente apropriada e de materiais de ânodo. Levaria 100 anos após a experiência de Davy para que a proteção catódica fosse amplamente utilizada em oleodutos nos Estados Unidos - proteção catódica foi aplicada a gasodutos de aço a partir de 1928  e mais amplamente na década de 1930.

## Tipos

### Galvânica

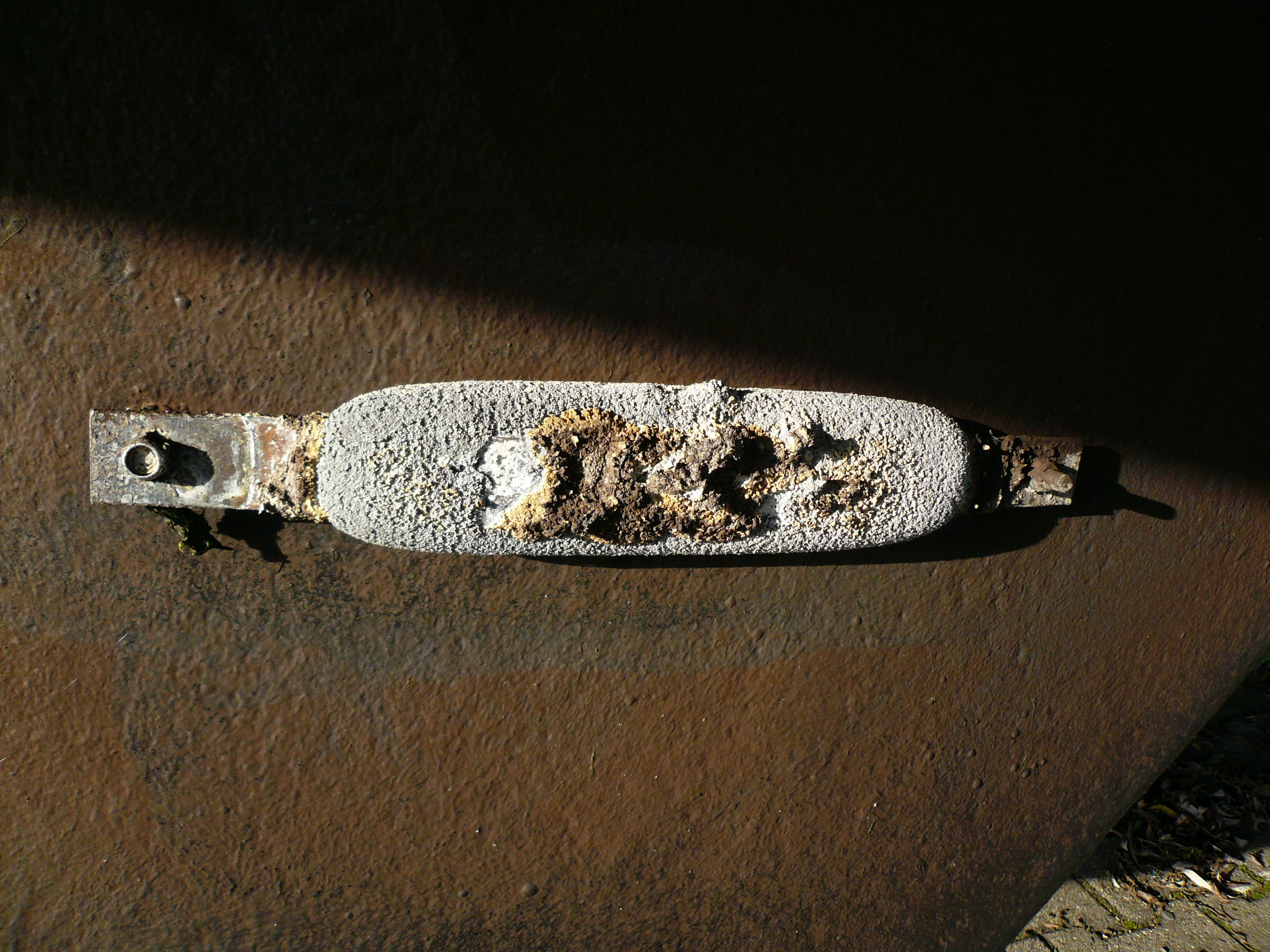
Ânodo de sacrifício galvânico ligado ao casco de um navio, apresentando corrosão

Na aplicação de proteção catódica passiva, um ânodo galvânico, um pedaço de um metal mais eletroquimicamente "ativo", é ligado à superfície de metal vulnerável aonde este está exposto a um eletrólito. Os ânodos galvânicos são selecionados porque têm uma tensão mais "ativa" (potencial de eletrodo mais negativo) do que o metal da estrutura alvo (tipicamente aço). Para uma proteção catódica eficaz, o potencial da superfície de aço é polarizado (alterado) mais negativamente até que a superfície tenha um potencial uniforme. Nesta fase, a força motriz para a reação de corrosão na superfície protegida é removida. O ânodo galvânico continua a ser corroído, tendo o seu material consumido até que eventualmente ele deva ser substituído. Existem estudos e estimativas para o grau de perda de material em peso de acordo com a corrente fornecida e o material usado no ânodo.
A polarização da estrutura alvo é causada pelo fluxo de elétrons fluindo do ânodo para o cátodo, portanto os dois metais devem ter um bom contato elétrico. A força motriz para a corrente de proteção catódica é a diferença no potencial do eletrodo entre o ânodo e o cátodo. 
Os ânodos galvânicos ou de sacrifício são feitos em várias formas e tamanhos usando ligas de zinco, magnésio e alumínio. ASTM International publica normas sobre a composição e fabricação de ânodos galvânicos.  
Para que a proteção catódica galvânica funcione, o ânodo deve possuir um potencial de eletrodo inferior (isto é, mais negativo) do que o do cátodo (a estrutura alvo a proteger). A tabela abaixo mostra uma série galvânica simplificada que é usada para selecionar o metal anódico.  O ânodo deve ser escolhido a partir de um material que seja mais negativo na lista do que o material a ser protegido.
| Metal                                     | Potencial em relação a eletrodo de referência Cu:CuSO4 em ambiente de pH neutro (Volts) |
| ----------------------------------------- | --------------------------------------------------------------------------------------- |
| Carbono, Grafite, Coque                   | +0.3                                                                                    |
| Platina                                   | 0 a -0.1                                                                                |
| Carepa em Aço                             | -0.2                                                                                    |
| Ferro Fundido (alto conteúdo de silício)  | -0.2                                                                                    |
| Cobre, latão, bronze                      | -0.2                                                                                    |
| Aço macio em concreto                     | -0.2                                                                                    |
| Chumbo                                    | -0.5                                                                                    |
| Ferro fundido (não grafitado)             | -0.5                                                                                    |
| Aço macio (corroído)                      | -0.2 a -0.5                                                                             |
| Aço macio (limpo)                         | -0.5 a -0.8                                                                             |
| Alumínio comercial puro                   | -0.8                                                                                    |
| Liga de Alumínio (5% zinco)               | -1.05                                                                                   |
| Zinco                                     | -1.1                                                                                    |
| Liga de Magnésio (6% Al, 3% Zn, 0.15% Mn) | -1.6                                                                                    |
| Magnésio comercial puro                   | -1.75                                                                                   |

### Sistemas de Corrente Impressa

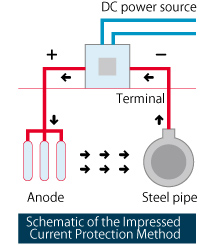
Sistema simples de proteção catódica de corrente impressa. Uma fonte de corrente elétrica DC é usada para ajudar a conduzir a reação eletroquímica de proteção.

Para estruturas maiores, ou onde a resistividade do eletrólito é alta, os ânodos galvânicos não podem fornecer economicamente corrente suficiente para proteção completa. Nestes casos, são utilizados sistemas de proteção catódica por corrente impressa (Impressed Current Corrosion Protection - ICCP). Estes consistem em ânodos ligados a uma fonte de alimentação CC, muitas vezes um transformador-retificador conectado à alimentação CA. Na ausência de alimentação CA, podem ser utilizadas fontes de energia alternativas, tais como painéis solares, energia eólica ou geradores termoelétricos a gás. 
Os ânodos para estes sistemas estão disponíveis em uma variedade de formas e tamanhos. Ânodos comuns possuem formato de haste tubular e sólida ou fitas contínuas de vários materiais. Estes incluem ferro fundido de alto teor de silício, grafite, óxido de mistura de metais, fios cobertos de platina e nióbio e outros materiais.
Para tubulações, os ânodos são dispostos em leitos distribuídos ou em um furo vertical profundo, dependendo de vários fatores de projeto e condições de campo, incluindo os requisitos de distribuição de corrente elétrica.
As unidades de transformador-retificador de proteção catódica são muitas vezes fabricadas sob encomenda e equipadas com uma variedade de recursos, incluindo monitoramento e controle remoto, interruptores de corrente integral e montados em vários tipos de gabinetes elétricos. O terminal negativo de saída CC é conectado à estrutura a ser protegida pelo sistema de proteção catódica.  O terminal positivo de CC da saída do retificador é conectado aos ânodos. O cabo de alimentação CA está conectado aos terminais de entrada do retificador.
A saída do sistema de corrente impressa deve ser otimizada para fornecer corrente suficiente para fornecer proteção à estrutura alvo. Algumas unidades de transformador-retificador de proteção catódica são projetadas com diversas saídas (também chamadas de taps) nos enrolamentos do transformador e terminais de conexão (comumente chamados de jumpers) para selecionar a saída de tensão do sistema. As unidades transformadoras-retificadoras de proteção catódica para tanques de água e usadas em outras aplicações são feitas com circuitos de estado sólido para ajustar automaticamente a tensão de operação para manter a saída de corrente ótima ou potencial de estrutura para eletrólito. O modo mais comum para variação de tensão é utilizar transformador CA variável acionável manualmente ou motorizado, de forma a variar a tensão de saída de 0 a 100% em relação a um valor apropriado dimensionado para a aplicação. Medidores analógicos ou digitais são freqüentemente instalados para mostrar a tensão de operação (DC e AC) e a saída de corrente. Para estruturas em terra e outras estruturas alvo complexas e de grandes dimensões, o sistema de corrente impressa é muitas vezes concebido com múltiplas zonas independentes de ânodos com circuitos de transformador-retificador de proteção catódica separados.

## Aplicações

### Tubulações

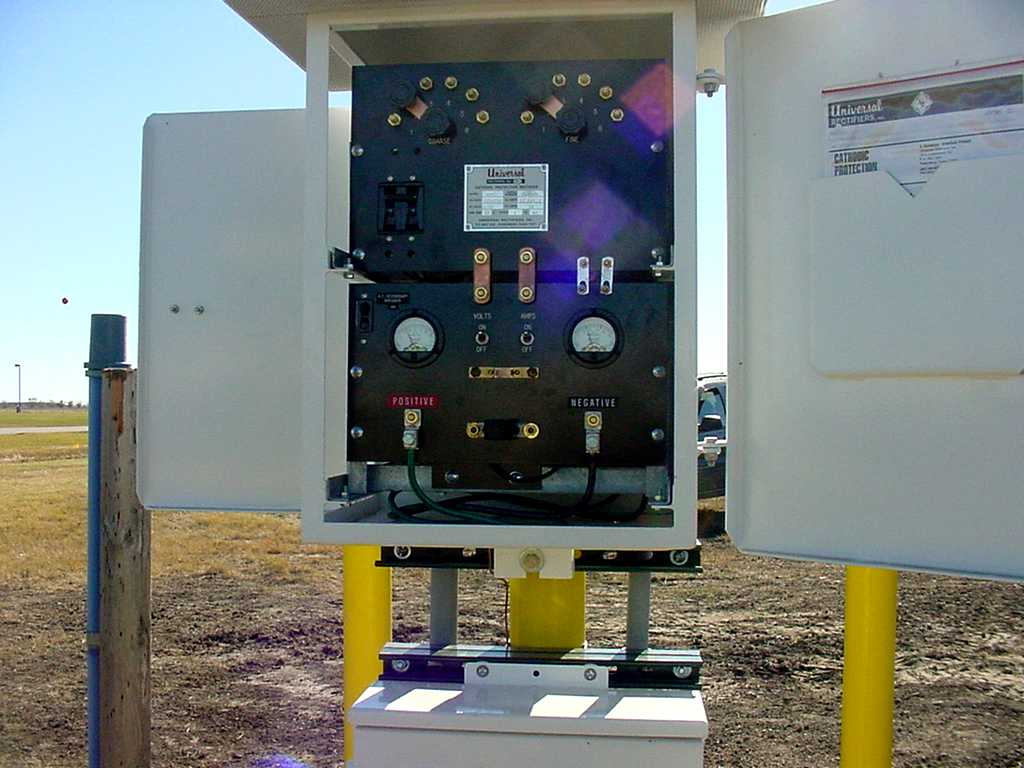
Um Transformador-Retificador de proteção catódica refrigerado a ar conectado a uma tubulação.

Os dutos de produtos perigosos e inflamáveis são rotineiramente protegidos por um revestimento externo (coating) suplementado com proteção catódica. Um sistema de proteção catódica de corrente impressa para uma tubulação consiste em uma fonte de energia de CC, muitas vezes um transformador-retificador de CA e um ânodo, ou conjunto de ânodos enterrados no solo (o leito de ânodos).
A fonte de energia de CC normalmente tem uma saída de CC de até 50 Amperes e 50 Volts, mas isso depende de vários fatores, como o comprimento da tubulação, o diâmetro da mesma e a qualidade e o tipo do revestimento aplicado. O terminal de saída CC positivo seria ligado através de cabos ao conjunto de ânodos, enquanto outro cabo ligaria o terminal negativo do retificador à tubulação, de preferência através de caixas de junção para permitir que as medições de comissionamento e de monitoramento programado sejam realizadas.
Os ânodos podem ser instalados em um leito que consiste em um furo vertical preenchido com o coque condutor (ou um outro material que melhore o desempenho e a vida dos ânodos ao promover maior capacidade de transmitir corrente ao aumentar a área efetiva e diminuir a resistência elétrica destes em relação ao solo) ou colocado em uma trincheira preparada, cercada e preenchida pelo coque condutor. A escolha do tipo e do tamanho do leito dependem da aplicação, da posição e da resistividade do solo. 
A corrente de proteção catódica CC é então ajustada para o nível ótimo depois de realizar vários testes incluindo medições de potenciais entre tubulação e solo ou potencial de eletrodo.
Às vezes é mais economicamente viável proteger uma tubulação usando ânodos galvânicos (de sacrifício). Este é frequentemente o caso em tubulações de menor diâmetro de comprimento limitado.  Os ânodos galvânicos dependem dos potenciais da série galvânica dos metais para conduzir a corrente de proteção catódica do ânodo para a estrutura a ser protegida (cátodo).
Dutos de água de vários materiais também são fornecidos com proteção catódica, quando os proprietários determinam o custo ser razoável para a expectativa de extensão de vida de serviço do sistema atribuído à aplicação de proteção catódica.

### Barcos e Navios

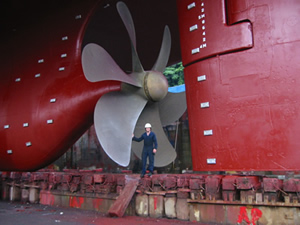
As peças brancas visíveis no casco do navio são ânodos de sacrifício de blocos de zinco.

A proteção catódica nos navios é frequentemente implementada por ânodos galvânicos ligados ao casco e sistemas de corrente impressa para embarcações maiores. Uma vez que os navios são regularmente removidos da água para inspeções e manutenção, é uma tarefa simples substituir os ânodos galvânicos. 
Os ânodos galvânicos são geralmente moldados para reduzir o arrasto na água e encaixados ao casco para também tentar minimizar o arrasto. 
Os navios menores, com cascos não metálicos, tais como iates, são equipados com ânodos galvânicos para proteger áreas como motores de popa. Como toda proteção catódica galvânica, esta aplicação confia em uma conexão elétrica contínua entre o ânodo e o ítem a ser protegido.
Para sistemas de corrente impressa em navios, os ânodos são normalmente construídos de um material relativamente inerte, tal como titânio platinado. Uma fonte de alimentação CC é fornecida dentro do navio e os ânodos montados no exterior do casco. Os cabos anódicos são introduzidos no navio através de um encaixe vedado e encaminhados para a fonte de alimentação CC. O cabo negativo da fonte de alimentação é simplesmente anexado ao casco para fechar o circuito elétrico. Os ânodos de corrente impressa do navio são montados embutidos, minimizando os efeitos do arrasto no navio e localizados a uma distância mínima de 5 pés (152 cm) abaixo da linha de carga leve  em uma área que evite danos mecânicos. A densidade de corrente necessária para a proteção é uma função da velocidade e considerada quando se seleciona a capacidade de fornecimento de corrente e a localização dos ânodos no casco.
Alguns navios podem exigir tratamento especializado, por exemplo cascos de alumínio com acessórios de aço criará uma célula eletroquímica onde o casco de alumínio pode atuar como um ânodo galvânico e corrosão é reforçada. Em casos como este, ânodos galvânicos de alumínio ou zinco podem ser usados para compensar a diferença de potencial entre o casco de alumínio e o acessório de aço. Caso os acessórios de aço sejam grandes, vários ânodos galvânicos podem ser necessários, ou mesmo um pequeno sistema de corrente impressa.

### Marítima
Proteção catódica maritima abrange muitas áreas como, píers, portos, tubulações submersas e estruturas offshore. A variedade de tipos de estrutura leva a uma variedade de sistemas para fornecer proteção. Os ânodos galvânicos são favorecidos, mas sistemas de corrente impressa também podem ser usados com freqüência. Devido à grande variedade de geometria de estruturas, composição e arquitetura, as empresas especializadas são muitas vezes obrigadas a criar sistemas de proteção catódica específicos para uma determinada estrutura. Às vezes, estruturas marítimas exigem modificações retroativas após o dimensionamento para serem efetivamente protegidas 

### Aço em Concreto (Concreto Armado)
A aplicação ao concreto armado é ligeiramente diferente na medida em que os ânodos e os eletrodos de referência são normalmente incorporados no concreto no momento da construção quando este está a ser vertido. A técnica habitual para edifícios, pontes e estruturas de concreto é a utilização de sistema de corrente impressa, mas também existem sistemas que utilizam o princípio da proteção catódica galvânica, embora no Reino Unido pelo menos, o uso de ânodos galvânicos para estruturas de concreto armado expostas atmosfericamente é considerado experimental. 
Para sistemas de corrente impressa o princípio é o mesmo que qualquer outro sistema do tipo. No entanto, numa estrutura típica de concreto exposta atmosfericamente, tal como uma ponte, haverá muitos mais ânodos distribuídos através da estrutura em oposição a uma matriz de ânodos, tal como utilizado numa tubulação. Isto torna o sistema mais complicado e usualmente usa-se uma fonte de energia de CC controlada automaticamente, possivelmente com uma opção para monitoramento e operação remotas. Para estruturas enterradas ou submersas, o tratamento é semelhante ao de qualquer outra estrutura nestas condições.
Sistemas galvânicos oferecem a vantagem de ser mais fácil de serem modificados ou renovados e não precisam de quaisquer sistemas de controle como um sistema de corrente impressa necessita.
Para tubulações construídas a partir de tubos pré-esforçados de concreto, as técnicas utilizadas para a proteção catódica são geralmente similares às tubulações de aço, exceto que o potencial aplicado deve ser limitado para evitar danos ao cabo de pré-esforço.
O cabo de aço em uma tubulação de tubos pré-esforçados de concreto é tensionado ao ponto de que qualquer corrosão do cabo pode resultar na falha do material. Um problema adicional é que qualquer excesso de íons de hidrogénio como resultado de um potencial excessivamente negativo pode causar a fragilização do cabo pelo hidrogênio, resultando também em falha. A falha de muitos fios resultará em falha catastrófica do material.  Para implementar um sistema de corrente impressa, portanto, é necessário um controle muito cuidadoso para garantir-se uma proteção satisfatória. Uma opção mais simples é usar ânodos galvânicos, que são auto-limitantes e não precisam de controle. 

### Proteção Catódica Interna
Os navios, tubulações e tanques utilizados para armazenar ou transportar líquidos podem também ser protegidos contra a corrosão nas suas superfícies internas mediante a utilização de proteção catódica. Sistemas de Corrente Impressa e sistemas galvânicos podem ser usados.  Uma aplicação comum de proteção catódica interna é em tanques de armazenamento de água.

### Aço Galvanizado
Galvanização refere-se geralmente a galvanização por imersão a quente, que é uma forma de revestimento do aço com uma camada externa de zinco metálico. Os revestimentos galvanizados são bastante duráveis na maioria dos ambientes porque combinam as propriedades de barreira de um revestimento com alguns dos benefícios da proteção catódica. Se o revestimento de zinco é riscado ou danificado localmente e o aço é exposto, as áreas circundantes de revestimento de zinco formam uma célula galvânica com o aço exposto e protegem-no contra a corrosão. Esta é uma forma de proteção catódica localizada - o zinco atua como um ânodo de sacrifício.
A galvanização, embora use o princípio eletroquímico da proteção catódica, não é realmente proteção catódica. A proteção catódica requer que o ânodo seja separado da superfície metálica a ser protegida, com uma ligação iônica através do eletrólito e uma ligação elétrica através de um cabo de ligação, parafuso ou semelhante. Isso significa que qualquer área da estrutura protegida dentro do eletrólito pode ser protegida, enquanto que no caso da galvanização, somente áreas muito próximas ao zinco são protegidas. Assim, uma área maior de aço nu só seria protegida em torno das bordas.

### Automóveis
Várias empresas comercializam dispositivos eletrônicos de controle de corrosão para automóveis e caminhões  e permanecem questões sobre a sua eficácia sem testes científicos adequados e validação.  Em 1996, a FTC ordenou a David McCready que pagasse uma restituição e proibiu o uso dos nomes "Rust Buster" e "Rust Evader". 
O Auto Saver System foi submetido a testes de laboratório novos e independentes em 2007, encomendado pela Inovação, Ciência e Desenvolvimento Econômico do Canadá. O teste foi conduzido por um laboratório acreditado pela ISO, sob supervisão governamental para garantir a conformidade legal e regulamentar, e foi projetado por um engenheiro independente de corrosão da Universidade McGill e membro da NACE  para determinar se o sistema Auto Saver realmente inibe a corrosão em veículos.  Os resultados demonstraram claramente que o Auto Saver System inibe significativamente o processo de corrosão natural ocorrendo em automóveis  e foram validados por líderes engenheiros e cientistas de corrosão nos Estados Unidos e Canadá, bem como pelo Governo do Canadá . 

## Testes
O potencial de eletrodo é medido com eletrodos de referência. Os eletrodos de cobre-sulfato de cobre são utilizados para estruturas em contato com o solo ou com água doce. Os eletrodos de prata/cloreto de prata/água do mar ou os eletrodos de zinco puro são utilizados para aplicações marítimas. Os métodos estão descritos na EN 13509: 2003 e NACE TM0497 juntamente com as fontes de erro  na tensão observada no visor do medidor utilizado. A interpretação das medições de potencial de eletrodo para determinar o potencial na interface entre o ânodo da célula de corrosão e o eletrólito requer treinamento  e não pode ser esperado que coincida com a precisão das medições feitas em laboratório.

## Problemas

### Produção de íons de hidrogênio
Um efeito colateral da proteção catódica indevidamente aplicada é a produção de hidrogênio atômico, levando à sua absorção no metal protegido e subsequente fragilização por hidrogênio de soldas e materiais com alta dureza. Em condições normais, o hidrogênio atômico irá combinar na superfície do metal para criar gás hidrogênio, que não pode penetrar o metal. No entanto, os átomos de hidrogénio são suficientemente pequenos para passar através da estrutura de aço cristalino e conduzem em alguns casos à fragilização do hidrogénio.

### Descolamento Catódico
Este é um processo de descolamento dos revestimentos protetores (coating) da estrutura protegida (cátodo) devido à formação de íons de hidrogênio sobre a superfície do material protegido (cátodo). O descolamento pode ser exacerbado por um aumento de íons alcalinos e por um aumento da polarização catódica. O grau de descolamento também é dependente do tipo de revestimento, com alguns revestimentos afetados mais do que outros.  Os sistemas de proteção catódica devem ser operados de modo a que a estrutura não fique excessivamente polarizada,  uma vez que também promove a descolagem devido a potenciais excessivamente negativos. O descolamento catódico ocorre rapidamente em tubulações que contêm fluidos quentes porque o processo é acelerado pelo fluxo de calor.

### Blindagem Catódica
A eficácia dos sistemas de proteção catódica em tubulações de aço pode ser prejudicada pelo uso de revestimentos dielétricos com película sólida, tais como fitas de polietileno, revestimentos de tubulação termoretráteis e revestimentos de película sólida simples ou múltiplas aplicados em fábrica. Este fenômeno ocorre devido à elevada resistividade elétrica destes apoios de película.  A corrente elétrica de proteção do sistema de proteção catódica é bloqueada ou protegida de alcançar o metal subjacente pelo filme altamente resistivo. A blindagem catódica foi definida pela primeira vez na década de 1980 como sendo um problema e, desde então, foram publicados regularmente artigos técnicos sobre o assunto.
Um relatório de 1999  sobre um vazamento de 20.600 bbl (3.280 m3) de uma linha de petróleo bruto de Saskatchewan contém uma excelente definição do problema de blindagem catódica:
"A situação tripla de descolamento do revestimento, a natureza dielétrica do revestimento e o ambiente eletroquímico exclusivo estabelecido sob o revestimento exterior, que atua como um escudo para a corrente elétrica de proteção catódica, é referido como blindagem catódica. A combinação de cobertura e descolamento permitem que um ambiente corrosivo em torno do exterior do tubo entre no espaço oco entre o revestimento exterior e a superfície do tubo. Com o desenvolvimento deste fenômeno de blindagem, a corrente impressa do sistema de proteção catódica não pode acessar o metal exposto sob o revestimento exterior descolado para proteger a superfície do tubo das conseqüências de um ambiente agressivo corrosivo. O fenômeno de blindagem induz mudanças no gradiente de potencial do sistema de proteção catódica em todo o revestimento exterior, que são mais pronunciadas em áreas de proteção insuficiente ou sub-padrão. Isto produz uma área na tubulação de defesa insuficiente contra a perda de metais agravada por um ambiente corrosivo exterior ".
A blindagem catódica é referenciada em várias das normas listadas abaixo. A norma NACE SP0169: 2007 define a blindagem na seção 2, adverte contra o uso de materiais que criam blindagem elétrica na seção 4.2.3, adverte contra o uso de revestimentos externos que criam blindagem elétrica na seção 5.1.2.3 e instrui os leitores a tomar "medidas apropriadas" quando os efeitos da blindagem elétrica da corrente de proteção catódica forem detectados em uma tubulação operacional na seção 10.9.

## Normas e padrões
- 49 CFR 192.451 - Requirements for Corrosion Control - Transportation of natural and other gas by pipeline: US minimum federal safety standards
- 49 CFR 195.551 - Requirements for Corrosion Control - Transportation of hazardous liquids by pipelines: US minimum federal safety standards
- AS 2832.4 - Australian Standard for Cathodic Protection
- ASME B31Q 0001-0191
- ASTM G 8, G 42 - Evaluating Cathodic Disbondment resistance of coatings
- DNV-RP-B401 - Cathodic Protection Design - Det Norske Veritas
- EN 12068:1999 - Cathodic protection. External organic coatings for the corrosion protection of buried or immersed steel pipelines used in conjunction with cathodic protection. Tapes and shrinkable materials
- EN 12473:2000 - General principles of cathodic protection in sea water
- EN 12474:2001 - Cathodic protection for submarine pipelines
- EN 12495:2000 - Cathodic protection for fixed steel offshore structures
- EN 12499:2003 - Internal cathodic protection of metallic structures
- EN 12696:2012 - Cathodic protection of steel in concrete
- EN 12954:2001 - Cathodic protection of buried or immersed metallic structures. General principles and application for pipelines
- EN 13173:2001 - Cathodic protection for steel offshore floating structures
- EN 13174:2001 - Cathodic protection for "Harbour Installations".
- EN 13509:2003 - Cathodic protection measurement techniques
- EN 13636:2004 - Cathodic protection of buried metallic tanks and related piping
- EN 14505:2005 - Cathodic protection of complex structures
- EN 15112:2006 - External cathodic protection of well casing
- EN 15280-2013 - Evaluation of a.c. corrosion likelihood of buried pipelines
- EN 50162:2004 - Protection against corrosion by stray current from direct current systems
- BS 7361-1:1991 - Cathodic Protection
- NACE SP0169:2013 - Control of External Corrosion on Underground or Submerged Metallic Piping Systems
- NACE TM 0497 - Measurement Techniques Related to Criteria for Cathodic Protection on Underground or Submerged Metallic Piping Systems